# マシーナ圏
マシーナ圏（マシーナけん、フランス語：Cercle de Bandiagara）は、マリ共和国の地方行政区画でセグー州を構成する圏のひとつ。行政の中心地はマシーナにおかれる。下級単位のコミューンは11団体あり、2009年の統計で人口は237,477人を数える。

## コミューン
マシーナ圏には以下のコミューンがある。
- ボキウェー（fr:Bokywere）
- フォロマナ（fr:Folomana）
- 中コッキリー（fr:Kokry centre）
- コロンゴ（fr:Kolongo）
- マシーナ（fr:Macina (Mali)）
- マトモ（fr:Matomo）
- モナンペボーグー（fr:Monimpebougou）
- サロバ（fr:Saloba）
- サナ（fr:Sana (Mali)）
- ソーレイエ（fr:Souleye）
- トンゲー（fr:Tongué）